# Халтурино (Куженерський район)
Халту́рино (рос. Халтурино, марій. Халтурино) — присілок у складі Куженерського району Марій Ел, Росія. Входить до складу Іштимбальського сільського поселення.

## Населення
Населення — 12 осіб (2010; 13 у 2002).
Національний склад (станом на 2002 рік):
- марі — 92 %